# Angrie
Angrie ist eine französische Gemeinde mit 917 Einwohnern (Stand: 1. Januar 2022) im Kanton Segré-en-Anjou Bleu im Arrondissement Segré im Département Maine-et-Loire und in der Region Pays de la Loire. Die Einwohner werden Angriens genannt.

## Geografie
Angrie liegt etwa 38 Kilometer ostnordöstlich von Angers in der Segréen. Umgeben wird Angrie von den Nachbargemeinden Loiré im Norden, Chazé-sur-Argos im Nordosten, Erdre-en-Anjou im Osten, Val d’Erdre-Auxence im Süden, Candé im Südwesten, Vallons-de-l’Erdre im Westen sowie Challain-la-Potherie im Nordwesten.

## Bevölkerungsentwicklung
| 1962                       | 1968 | 1975 | 1982 | 1990 | 1999 | 2006 | 2018 |
| -------------------------- | ---- | ---- | ---- | ---- | ---- | ---- | ---- |
| 927                        | 925  | 787  | 704  | 700  | 678  | 820  | 940  |
| Quellen: Cassini und INSEE |      |      |      |      |      |      |      |

## Sehenswürdigkeiten
Siehe auch: Liste der Monuments historiques in Angrie
- Kirche Saint-Pierre, 1869–1891 erbaut
- Kapelle Notre-Dame-du-Cœur-immaculé-de-Marie
- Schloss Angrie aus dem 16. Jahrhundert
- Herrenhaus Le Bois-Joulain aus dem 15./16. Jahrhundert
- Herrenhaus La Gâchetière aus dem 17. Jahrhundert
- Mehrere Mühlen

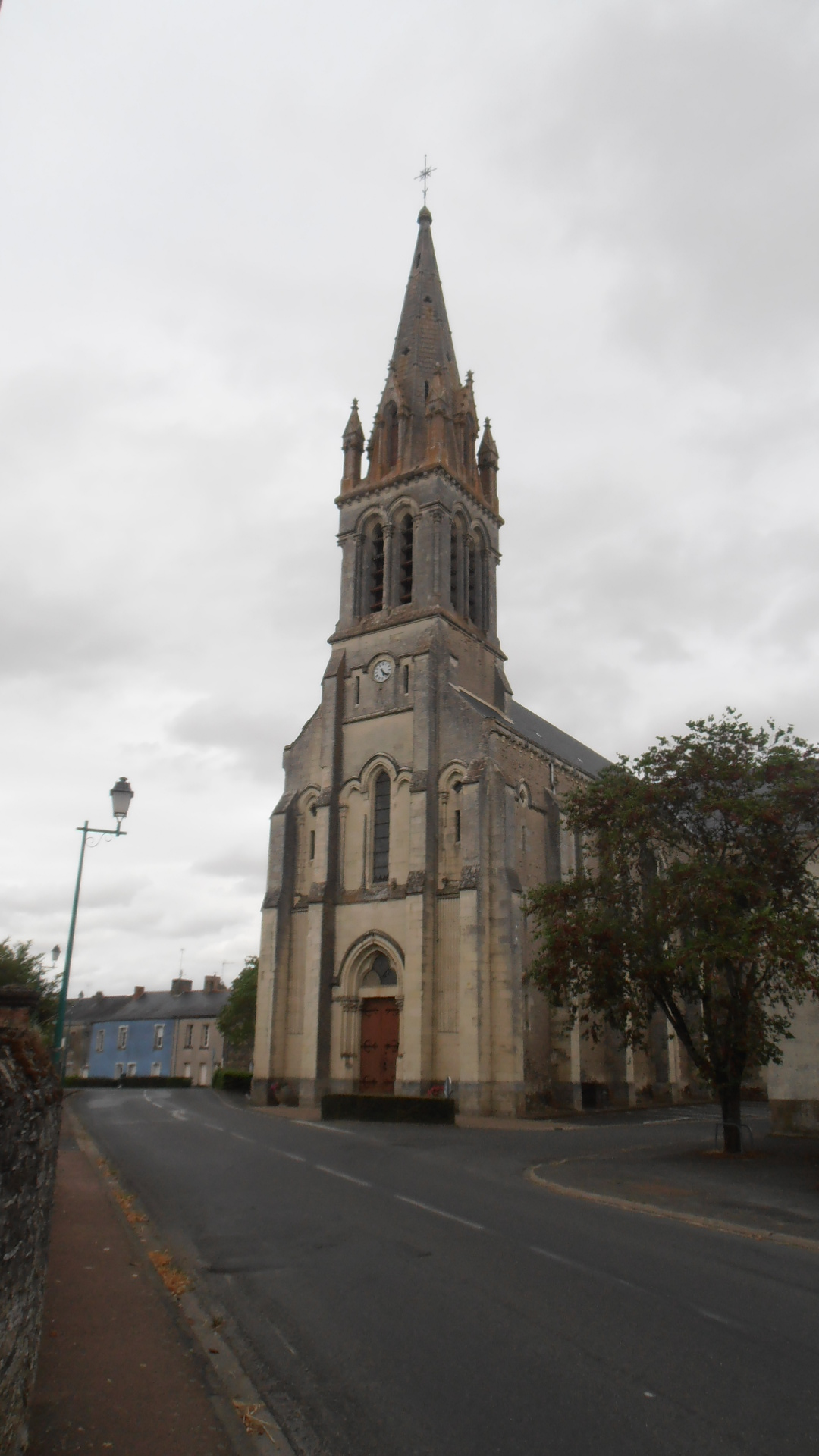
Kirche Saint-Pierre
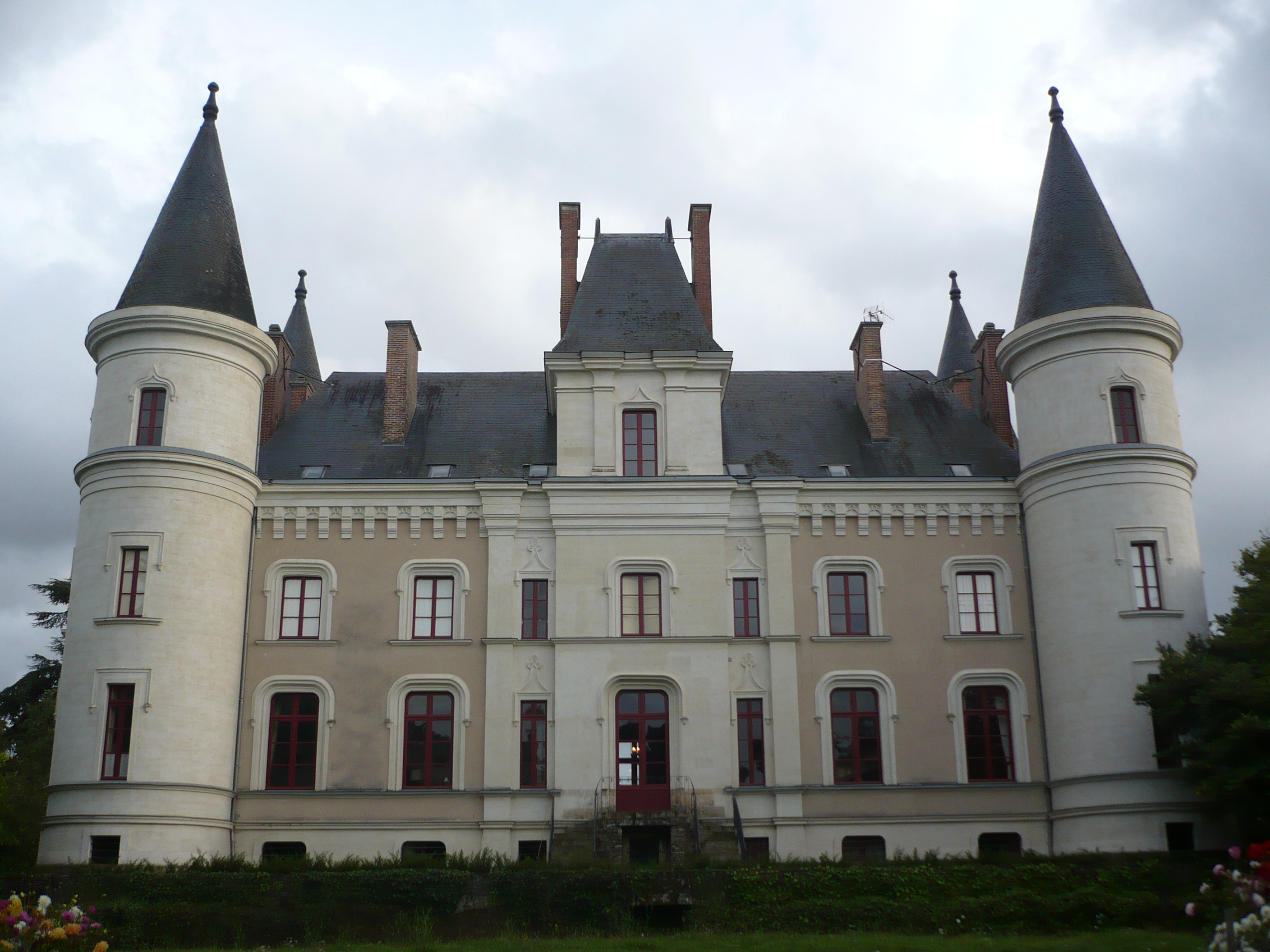
Schloss Angrie
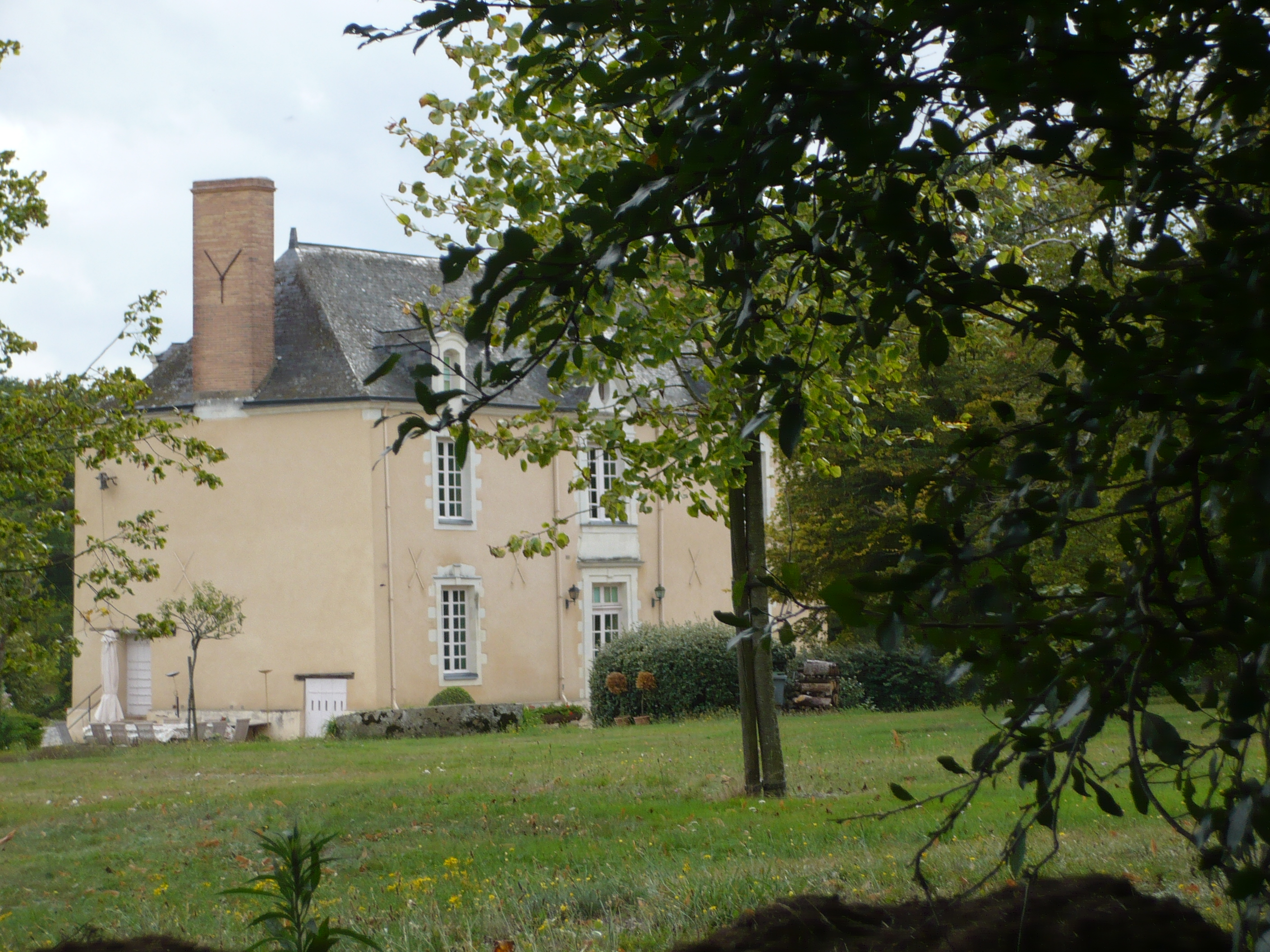
Herrenhaus La Gâchetière
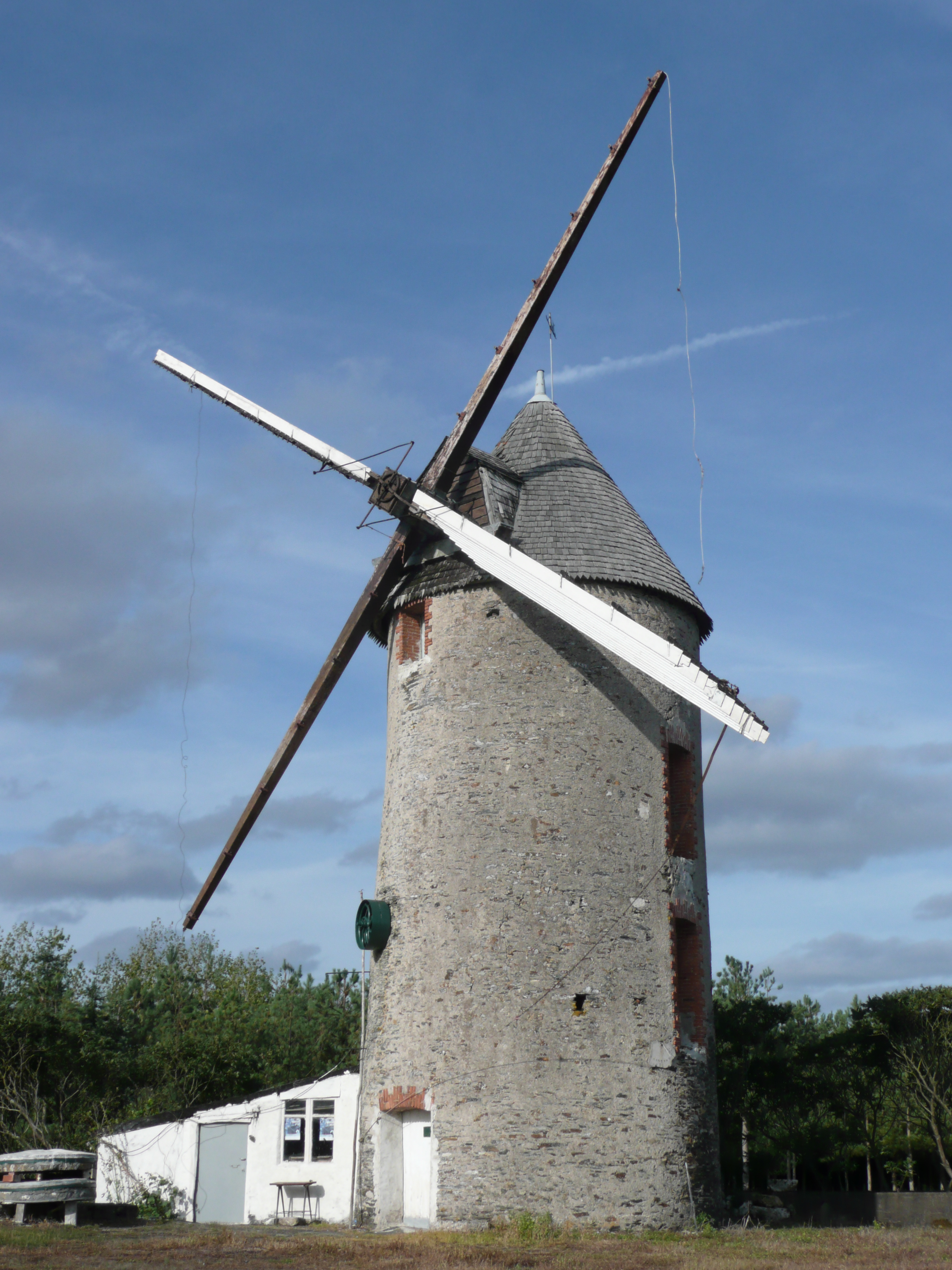
Windmühle

## Persönlichkeiten
- Charles de Bonchamps (1760–1793), General der Kavallerie